# Tiwa (tano)
Tiwa /ˈtiːwə/ (castellà Tigua, també E-nagh-magh) és un grup de dos o possiblement tres llengües kiowa-tano parlades pels pueblo tiwes, i possiblement pels Pueblo Piro, a l'estat de Nou Mèxic.

## Membres de la subfamília i relacions
El tiwa meridional (tix) és parlat pels pueblo Isleta, Sandia i Ysleta del Sur.
Les altres dues llengües formen un subgrup anomenat tiwa septentrional (twf), format pels dialectes taos, parlat pel pueblo de Taos, i el picuris, parlat pel pueblo Picuris.
El piro (pie), llengua extingida de l'antic pueblo Piro podria haver estat tiwa, però no és clar.

## Història
Després de la revolta Pueblo contra els conquistadors espanyols en 1680, alguns dels tigua i piro van fugir cap al sud amb els espanyols a El Paso del Norte (avui Ciudad Juárez, Mèxic). Allí van fundar Ysleta (Texas), Socorro (Texas) i Senecú del Sur on hi viuen llurs descendents actualment.